# Beverley Allitt
Beverly Allitt (ur. 4 października 1968) – angielska seryjna morderczyni, która zamordowała czworo dzieci.

## Zbrodnie
Była pielęgniarką na oddziale dziecięcym w Grantham i w szpitalu Kesteven. Za pomocą potasu i insuliny zamordowała czworo dzieci, a dziewięcioro usiłowała zabić. W listopadzie 1991 roku została oskarżona o zabójstwa, usiłowanie zabójstwa i uszkodzenie ciała. W dniu 23 maja 1993 roku sąd skazał ją na 13- krotną karę dożywotniego pozbawienia wolności, z możliwością ubiegania się o przedterminowe zwolnienie po 30 latach. W 1994 roku została wymieniona w piosence Archives of Pain przez Manic Street Preachers. W 2006 BBC dokonała dramatyzacji jej historii, Angel of Death: The Beverly Allitt Story w którym wystąpiła Charlie Brooks.

## Ofiary
| Lp. | Ofiara           | Wiek        | Data             |
| --- | ---------------- | ----------- | ---------------- |
| 1.  | Liam Taylor      | 7 tygodni   | 21 lutego 1991   |
| 2.  | Timothy Hardwick | 11 lat      | 5 marca 1991     |
| 3.  | Becky Phillips   | 2 miesiące  | 3 kwietnia 1991  |
| 4.  | Claire Peck      | 15 miesięcy | 22 kwietnia 1991 |